# Геращенко Ірина Володимирівна
Іри́на Володи́мирівна Гера́щенко (нар. 15 травня 1971, Черкаси, Україна) — українська тележурналістка та політична діячка, народний депутат України, співголова фракції Європейська Солідарність у Верховній Раді 9-го скликання.
З квітня 2016 року до серпня 2019 року перша заступниця голови Верховної Ради України, перша жінка на цій посаді. Уповноважена Президента України з мирного врегулювання ситуації в Донецькій та Луганській областях (2014—2019).

## Життєпис
Ірина Геращенко народилася 15 травня 1971 року в Черкасах.
1988 року з відзнакою закінчила Черкаську середню школу № 26 і того ж року вступила до факультету журналістики Київського державного університету імені Тараса Шевченка.
1993 року з відзнакою закінчила факультет журналістики КДУ, де здобула повну вищу освіту за спеціальністю «журналіст».
2011 року закінчила Дипломатичну академію України при МЗС України (магістр зовнішньої політики), у 2012 році — КНУ імені Тараса Шевченка, юридичний факультет (заочно).

### Кар'єра

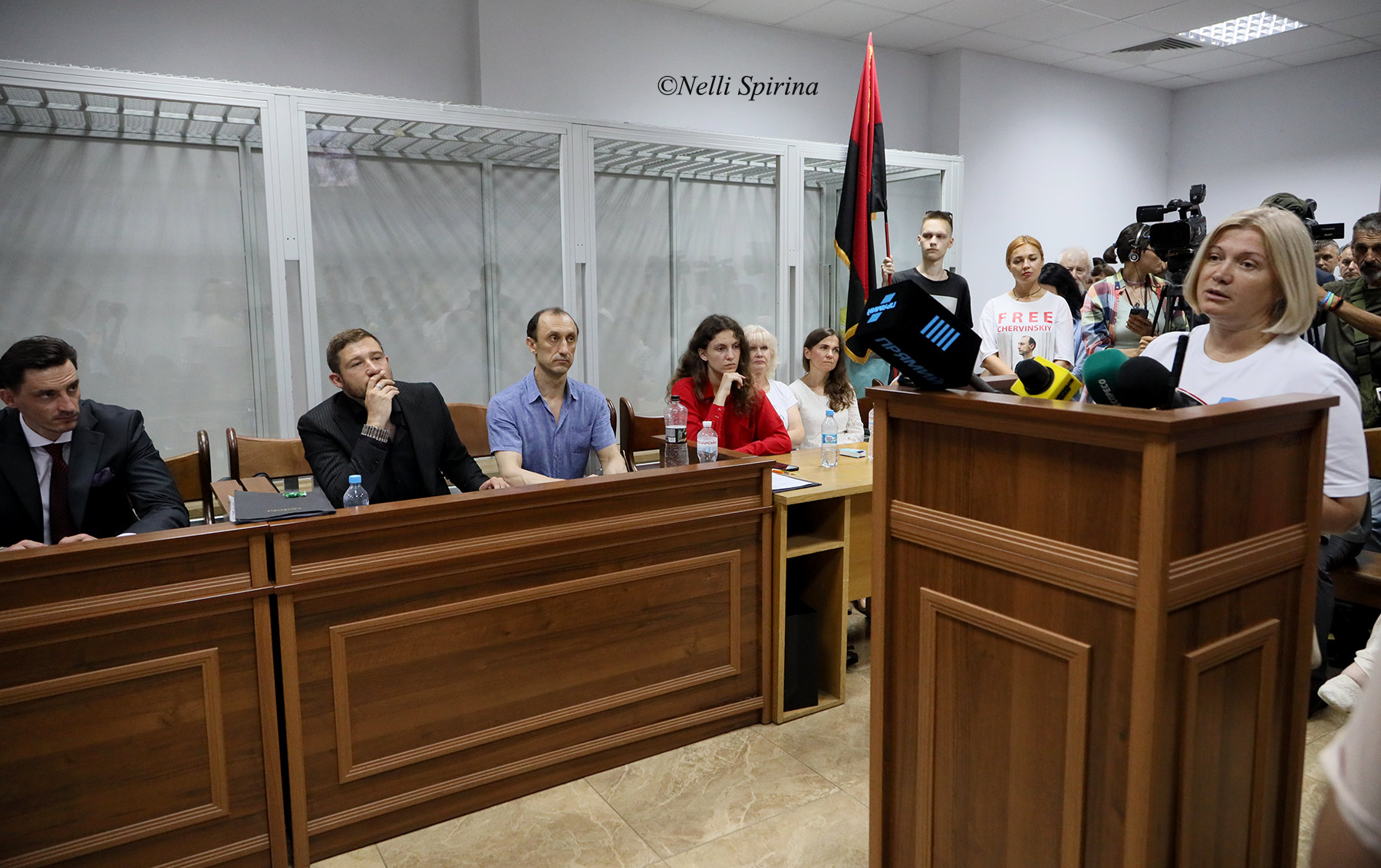
Ірина Геращенко виступає на засіданні по справі Романа Червінського в Шевченківському суді м.Києва. 18 липня 2024 року

Після закінчення журфаку працювала на телеканалі «УТ-1». Очолювала редакцію відділу політики у службі новин телеканалу «Інтер». Була автором програми «Особливі прикмети» телевізійного інформаційного агентства «Профі ТВ».
З лютого 2005 по вересень 2006 року — прессекретар, керівник пресслужби Президента України Віктора Ющенка. Державний службовець 3-го рангу (з травня 2005).
З листопада 2006 року — президент інформаційного агентства УНІАН.
У 2007—2012 рр. — народний депутат України VI скликання від блоку «Наша Україна — Народна самооборона». Голова підкомітету з питань інформаційного забезпечення інтеграційних процесів Комітету Верховної Ради з питань європейської інтеграції.
З грудня 2012 року — народний депутат України VII скликання від партії УДАР (№ 6 у виборчому списку). Перша заступниця голови комітету ВР з питань європейської інтеграції.
17 червня 2014 указом Президента України Петра Порошенка призначена Уповноваженим з мирного врегулювання конфлікту в Донецькій і Луганській областях (за згодою).
З 2014 року — народний депутат України VIII скликання від партії «Блок Петра Порошенка». Голова Комітету Верховної Ради України з питань європейської інтеграції.
З 14 квітня 2016 року — перша заступниця Голови Верховної Ради України Андрія Парубія.
17 травня 2019 року звільнена від виконання обов'язків Уповноваженого Президента України з мирного врегулювання ситуації в Донецькій та Луганській областях, у зв'язку із закінченням повноважень Президента Петра Порошенка.
31 травня 2019 року була обрана у президію та центральну політраду партії «Європейська Солідарність».

## Родина
Одружена з бізнесменом Антоном Анатолійовичем Зацепіним. Має двох доньок, Ольгу Григорівну Геращенко (1995 р. н.) та Софію Антонівну Зацепіну (2009 р. н.), і сина Олександра Антоновича Зацепіна (2013 р. н.).

## Нагороди
- орден княгині Ольги III ст. (2017)[12],
- заслужений журналіст України (2000)[13].
- 14-те місце в рейтингу найвпливовіших жінок країни, складеному журналом «Фокус» (2007).

### Декларація
- Е-декларація [Архівовано 1 травня 2021 у Wayback Machine.]